# Acoustic – 8 Filmów
Acoustic – 8 Filmów – akustyczny album thrash metalowej grupy Kat. Wydany został w 10 lutego 2014 roku.

## Lista utworów
| Nr  | Tytuł utworu                      | Słowa                | Muzyka                                                    | Długość |
| --- | --------------------------------- | -------------------- | --------------------------------------------------------- | ------- |
| 1.  | „Głos z ciemności”                | Roman Kostrzewski    | Tomasz Jaguś, Kostrzewski, Ireneusz Loth, Piotr Luczyk    | 4:52    |
| 2.  | „Marzenie jednak spełnione”       | utwór instrumentalny | Luczyk                                                    | 1:50    |
| 3.  | „Delirium Tremens”                | Kostrzewski          | Kostrzewski, Loth, Luczyk, Wojciech Mrowiec               | 6:24    |
| 4.  | „Dark Hole – The Habitat of Gods” | Henry Beck           | Luczyk, Jarosław Gronowski                                | 7:24    |
| 5.  | „Czas zemsty”                     | Kostrzewski          | Jaguś, Kostrzewski, Loth, Luczyk, Mrowiec                 | 5:05    |
| 6.  | „Czas pokoju”                     | utwór instrumentalny | Luczyk                                                    | 1:02    |
| 7.  | „Łza dla cieniów minionych”       | Kostrzewski          | Kostrzewski, Luczyk, Jacek Regulski, Loth, Krzysztof Oset | 3:09    |
| 8.  | „Sen, którego nie było”           | utwór instrumentalny | Luczyk                                                    | 3:09    |
| 9.  | „Niewinność”                      | Kostrzewski          | Regulski, Oset                                            | 6:51    |
| 10. | „Trzeba zasnąć”                   | Kostrzewski          | Kostrzewski, Loth, Oset, Regulski                         | 4:40    |
| 11. | „Czy wygrałeś?”                   | utwór instrumentalny | Luczyk                                                    | 2:29    |
| 12. | „I've Been Waiting”               | Beck                 | Luczyk                                                    | 6:16    |
|     |                                   |                      |                                                           | 53:11   |

## Twórcy
- Piotr Luczyk – gitary, produkcja, aranżacja
- Maciej Lipina – wokal
- Mariusz Prętkiewicz – instrumenty perkusyjne
- Adam „Harris” Jasiński – bas
- Paulina Stateczna – fortepian (utwór nr 10), klawesyn
- Daria Kołodziejska – wiolonczela
- Paweł Steczek – keyboard, fortepian (utwór nr 4)
- Grzegorz Wolniak – głos męski
- W L, M L – oklaski na zamku
- Piotr Witkowski – produkcja, mix, mastering